# Terapia Descongestiva Compleja
Se llama Fisioterapia Compleja Descongestiva, porque se llevan a cabo varios acercamientos terapéuticos físicos para producir los resultados más óptimos. (También se llama Terapia Física Compleja, la Terapia Para Lymphoedema, etc.) y lograr la reducción más pronta del linfoedema; obteniendo resultados aún mejores. Este tratamiento normalmente dura de 2 a 6 semanas, dependiendo de la severidad de la condición y el número de miembros afectados.  Esta terapia consiste en cuatro partes principales:

## Cuidado de la piel
Este método se efectúa para prevenir cualquier infección que agrega una carga más al sistema linfático y para mejorar el estado de la piel.

## Linfodrenaje
El linfodrenaje es una forma de masaje especial dado cada día durante un período no muy largo de tiempo, que elimina el exceso de fluido y proteínas, y abre sistemas linfáticos colaterales para que en un futuro las regiones no afectadas puedan drenar las partes afectadas. 

## Vendas y prendas de compresión
Se usa vendas de compresión durante el tiempo de tratamiento, seguido por las prendas de compresión después, para mantener el miembro reducido, y para que rápidamente no vuelva a recuperar su tamaño previo.
El uso de prendas de compresión es uno de los pilares del tratamiento del linfedema. Permiten que la presión sea médicamente apropiada para ser aplicada a la región inflamada. Esto significa que la combinación de fluido puede ser reducido, el tamaño y la forma del miembro conservado y la circulación linfática apoyados y mejorados. Las prendas de compresión proporcionan una compresión graduada y están disponibles en una variedad de estilos, tamaños, colores y grados de compresión (clase 1-IV). Una hinchazón severa por lo general requiere un apoyo más fuerte que una hinchazón leve.
Los terapeutas son expertos en la prescripción de prendas y pueden aconsejar sobre el estilo de prenda y si una prenda pre-clasificado (Listo para usar) o un vestido hecho a medida si es necesaria. La tela de la prenda puede ser construida como un tejido de punto circular o un diseño de tejido plano. Por lo general las prendas se usan durante el día y se retira por la noche. Las prendas de compresión deben ser reemplazados con regularidad con el fin de proporcionar un apoyo óptimo. Algunas personas con linfedema leve no requieren prendas de compresión.

## Ejercicios especiales
Estos ejercicios especiales son para complementar el masaje.
El ejercicio moderado, particularmente si es diseñado para el tratamiento de linfedema, es útil. Demasiado ejercicio (es decir al punto de cansarse) hará que el linfedema empeore. Con el linfedema de la pierna, se debe evitar ejercicio que ponga una gran tensión sobre las piernas (por ejemplo aeróbic o trampolines). La natación y la hidroterapia (ejercicios en el agua) es una forma muy buena de ejercitarse, mientras pueden usarse los motores de reacción en los manantiales de agua mineral para complementar éstos - con tal de que el agua se mantenga fresca.
- Datos: Q6142139